# Kaj Larsson
Kaj Evert Inge Larsson, född 28 december 1938 i Ingelstorps församling i Kristianstads län, är en svensk inköpare och politiker (socialdemokrat), som var riksdagsledamot 1985–2002 för Skåne läns norra och östra valkrets.